# 3203 Гут
3203 Гут (3203 Huth) — астероїд головного поясу, відкритий 18 вересня 1938 року.
Тіссеранів параметр щодо Юпітера — 3,520.